# Julius Bahnsen

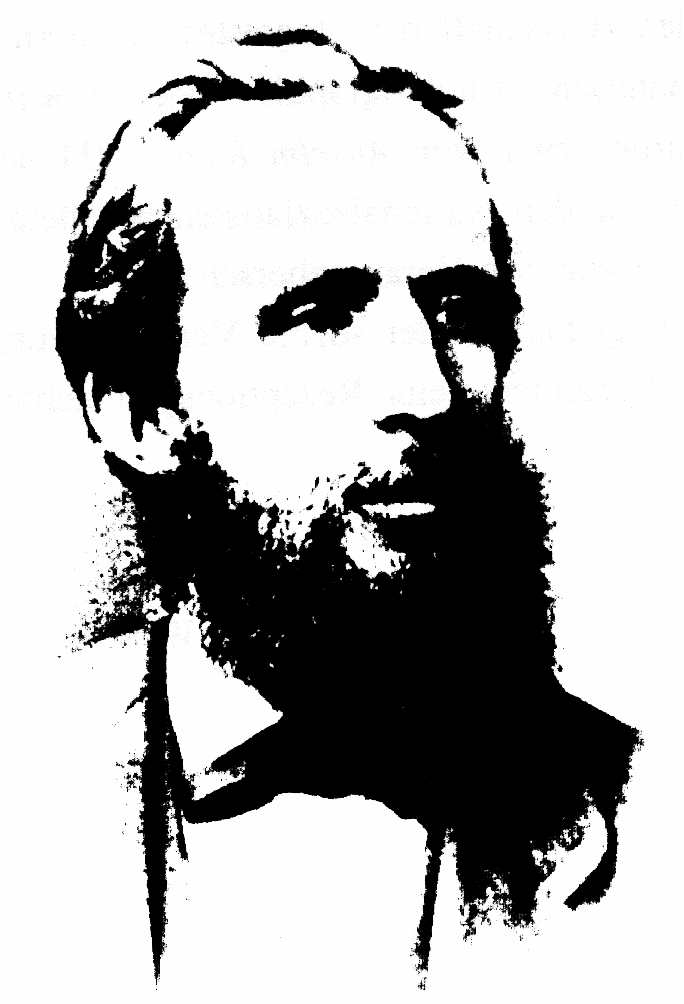
Julius Bahnsen

Julius Friedrich August Bahnsen (* 30. März 1830 in Tondern, Nordschleswig; † 7. Dezember 1881 in Lauenburg i. Pomm.) war ein deutscher Philosoph. Bahnsen gilt als der Begründer der Charakterologie sowie einer real-dialektischen Methode der philosophischen Reflexion, die er in seinen zweibändigen „Beiträgen zur Charakterologie“ (1867) entwarf und in seinen folgenden Arbeiten, unter anderen seinem Hauptwerk „Der Widerspruch im Wissen und Wesen der Welt“ (1880/82), weiterentwickelte.

## Biographische Daten
Geboren 1830 in Tondern, Schleswig, als Sohn des dortigen Seminardirektors Christian August Bahnsen begann Julius Bahnsen 1847 in Kiel sein Studium der Philosophie und – unter Gregor Wilhelm Nitzsch – der Philologie. Im Schleswig-Holsteinischen Krieg 1848–1851 kämpfte er ab 1849 gegen die Dänen und flüchtete infolge der Entwaffnung der schleswig-holsteinischen Armee 1850 ins württembergische Tübingen. Dort studierte er – auf Anregung von Jakob Friedrich Reiff („System der Willensbestimmungen“, 1842) – Schopenhauersche Philosophie und promovierte 1853 bei Friedrich Theodor Vischer („Ästhetik oder Wissenschaft des Schönen“, 1846/57) über ein Thema aus der Ästhetik. Seit dem Studium war er Mitglied der Verbindung Normannia Tübingen. Es folgten zahlreiche Anstellungen als Haus- und Gymnasiallehrer. 1862 trat Bahnsen eine Stellung als Lehrer am Progymnasium im hinterpommerschen Lauenburg an, wo er bis zu seinem Tod am 7. Dezember 1881 lebte.

## Philosophisches Werk
Als Schüler Schopenhauers wagte Bahnsen eine Verbindung Hegelscher Dialektik (die Bahnsen nur im Bereich des Abstrakten gelten lässt) mit Schopenhauerschem Monismus. In dieser Verbindung wird zwar der vernunftlose all-eine Wille Schopenhauers als das Grundwesen der Welt und das einzig Reale akzeptiert, jedoch nicht dergestalt, dass er in den vielen Individuen derselbe ist, sondern so, dass er ebenso vielfach wie dieselben ist, deren unveränderliches Wesen in deren unveränderlicher Willensnatur, in ihrem Charakter besteht. Der Schopenhauersche Wille wird somit nicht nur in sich, sondern auch außer sich in eine Vielheit von Einzelwillen gespalten.
Dieser charakterologischen Seite seiner Lehre, die Ausgangspunkt für die Arbeiten solcher Philosophen wie Ludwig Klages war, sind Bahnsens „Beiträge zur Charakterologie“ (1867) sowie die Abhandlungen „Zum Verhältnis zwischen Willen und Motiv“ (1870) und „Mosaiken und Silhouetten“ (1877) gewidmet. Da das Wesen der Unvernunft im Widerspruch, jenes des unvernünftigen Willens insbesondere in dem gleichzeitigen Bestehen einander anschließender Willensrichtungen besteht, folgt, dass nicht nur die Realität ein ununterbrochener Kampf realer Gegensätze (Realdialektik), sondern auch das Innere jedes Individuums unlöslichem Zwiespalt entgegengesetzter Willensrichtungen (Willenskollision) verfallen. Bahnsen negiert eine Erlösung der unzähligen „Willenshenaden“ und postuliert die Permanenz der Existenz des Widerspruchs als Grundwesen der Welt, wodurch das Gesetz dieser Welt zur tragischen Weltordnung wird.
Die realdialektische Seite seiner Lehre hat Bahnsen in der Abhandlung „Zur Philosophie der Geschichte“ (1871) und in seinem Hauptwerk „Der Widerspruch im Wissen und Wesen der Welt“ (1880/82), die tragische Frucht derselben in seiner Festschrift zum Tübinger Jubiläum „Das Tragische als Weltgesetz und der Humor als ästhetische Gestalt des Metaphysischen“ (1877) niedergelegt.

## Veröffentlichungen (Auswahl)
- Beiträge zur Charakteriologie. Zwei Teile. F. A. Brockhaus, Leipzig 1867.
- Zum Verhältnis von Wille und Motiv.  Eine metaphysische Voruntersuchung zur Charakterologie. Eschenhagen, Stolp 1870.
- Zur Philosophie der Geschichte. Eine kritische Besprechung des Hegel-Hartmann'schen Evolutionismus aus Schopenhauer'schen Principien. Duncker, Berlin 1872.
- Bedingter Gedanke und Bedingungssatz. Ein Scherflein zur Philosophie der Sprache. Wigand, Leipzig 1877.
- Das Tragische als Weltgesetz und der Humor als ästhetische Gestalt des Metaphysischen. Monographien aus den Grenzgebieten der Realdialektik. Ferley, Lauenburg i.P. 1877.
- Mosaiken und Silhouetten. Charakteropraphische Situations- und Entwickelungsbilder. Wigand, Leipzig 1877.
- Der Widerspruch im Wissen und Wesen der Welt. Princip und Einzelbewährung der Realdialektik. Zwei Bände. Grieben, Leipzig 1880/1882.
- Aphorismen zur Sprachphilosophie. Vom Standpunkt der Willensmetaphysik. Grieben, Leipzig 1881.
- Wie ich wurde was ich ward. Müller, München 1905.